# リーア・ルブラ
リーア・ルブラ（Leea coccinea 'Rubra'）は、ウドノキ属の植物である。

## 特徴
ミャンマー原産。常緑低木で、ナンテンに似ており、茎は真っ直ぐに伸びる。暗い赤紫色の葉が特徴的である。夏に散房花序を付けて、外側が赤色で内側が黄色を帯びたピンクの小さな花を咲かせる。花の後には、黒い色の果実ができる。